# Kyle Brodziak
Pour les articles homonymes, voir Brodziak.
Kyle Brodziak (né le 25 mai 1984 à St. Paul, dans la province de l'Alberta au Canada) est un joueur professionnel canadien de hockey sur glace évoluant à la position de centre.

## Carrière
Brodziak débuta au niveau junior majeur avec les Warriors de Moose Jaw de la Ligue de hockey de l'Ouest où il obtient des saisons de dix puis vingt points avant de voir sa fiche progressé à 62 points lors de sa troisième saisons avec les Warriors. Il participe avec l'équipe LHOu au Défi ADT Canada-Russie en 2003. Réclamé en septième ronde par les Oilers d'Edmonton lors du repêchage de 2003 de la Ligue nationale de hockey, le joueur de centre retourne pour une dernière saison avec Moose Jaw où il récolte un total de 93 points en 70 rencontres, ce qui le classé parmi les dix meilleur pointeurs du circuit et lui permet d'obtenir une nomination dans la première équipe d'étoiles de la LHOu et dans la deuxième équipe d'étoiles de la Ligue canadienne de hockey.
Il devient joueur professionnel en 2004 alors qu'il rejoint le club affilié aux Oilers dans la Ligue américaine de hockey, les Roadrunners d'Edmonton puis prend part la saison suivante à ses dix premières rencontres dans la LNH. Après une saison où il joue en majorité en LAH, Brodziak obtient en 2007 un poste permanent avec le grand club.
Ayant un surplus au niveau des joueurs de centre, les Oilers le cèdent lors du repêchage de 2009 au Wild du Minnesota en retour de deux choix au-dit repêchage.
Le 2 juillet 2015, il signe un contrat d'une saison de 900 000$ avec les Blues de Saint-Louis.

## Statistiques

### Statistiques en club
| Saison     | Équipe                            | Ligue      |     | Saison régulière | Saison régulière | Saison régulière | Saison régulière | Saison régulière |   | Séries éliminatoires | Séries éliminatoires | Séries éliminatoires | Séries éliminatoires | Séries éliminatoires |
| Saison     | Équipe                            | Ligue      | PJ  | B                | A                | Pts              | Pun              | PJ               | B | A                    | Pts                  | Pun                  |                      |                      |
| 1999-2000  | Warriors de Moose Jaw             | LHOu       | 2   | 0                | 0                | 0                | 0                | -                | - | -                    | -                    | -                    |                      |                      |
| 2000-2001  | Warriors de Moose Jaw             | LHOu       | 57  | 2                | 8                | 10               | 49               | 3                | 0 | 0                    | 0                    | 0                    |                      |                      |
| 2001-2002  | Warriors de Moose Jaw             | LHOu       | 72  | 8                | 12               | 20               | 56               | 12               | 0 | 3                    | 3                    | 11                   |                      |                      |
| 2002-2003  | Warriors de Moose Jaw             | LHOu       | 72  | 32               | 30               | 62               | 84               | 13               | 5 | 3                    | 8                    | 16                   |                      |                      |
| 2003-2004  | Warriors de Moose Jaw             | LHOu       | 70  | 39               | 54               | 93               | 58               | 10               | 5 | 4                    | 9                    | 10                   |                      |                      |
| 2004-2005  | Roadrunners d'Edmonton            | LAH        | 56  | 6                | 26               | 32               | 49               | -                | - | -                    | -                    | -                    |                      |                      |
| 2005-2006  | Oilers d'Edmonton                 | LNH        | 10  | 0                | 0                | 0                | 4                | -                | - | -                    | -                    | -                    |                      |                      |
| 2005-2006  | Stars de l'Iowa                   | LAH        | 55  | 12               | 19               | 31               | 41               | 7                | 1 | 3                    | 4                    | 2                    |                      |                      |
| 2006-2007  | Oilers d'Edmonton                 | LNH        | 6   | 1                | 0                | 1                | 2                | -                | - | -                    | -                    | -                    |                      |                      |
| 2006-2007  | Penguins de Wilkes-Barre/Scranton | LAH        | 62  | 24               | 32               | 56               | 44               | 11               | 1 | 5                    | 6                    | 14                   |                      |                      |
| 2007-2008  | Oilers d'Edmonton                 | LNH        | 80  | 14               | 17               | 31               | 33               | -                | - | -                    | -                    | -                    |                      |                      |
| 2008-2009  | Oilers d'Edmonton                 | LNH        | 79  | 11               | 16               | 27               | 21               | -                | - | -                    | -                    | -                    |                      |                      |
| 2009-2010  | Wild du Minnesota                 | LNH        | 82  | 9                | 23               | 32               | 22               | -                | - | -                    | -                    | -                    |                      |                      |
| 2010-2011  | Wild du Minnesota                 | LNH        | 80  | 16               | 21               | 37               | 56               | -                | - | -                    | -                    | -                    |                      |                      |
| 2011-2012  | Wild du Minnesota                 | LNH        | 82  | 22               | 22               | 44               | 66               | -                | - | -                    | -                    | -                    |                      |                      |
| 2012-2013  | Wild du Minnesota                 | LNH        | 48  | 8                | 4                | 12               | 20               | 5                | 0 | 2                    | 2                    | 4                    |                      |                      |
| 2013-2014  | Wild du Minnesota                 | LNH        | 81  | 8                | 16               | 24               | 61               | 12               | 3 | 3                    | 6                    | 2                    |                      |                      |
| 2014-2015  | Wild du Minnesota                 | LNH        | 73  | 9                | 11               | 20               | 47               | 10               | 0 | 0                    | 0                    | 2                    |                      |                      |
| 2015-2016  | Blues de Saint-Louis              | LNH        | 76  | 7                | 4                | 11               | 37               | 20               | 2 | 0                    | 2                    | 6                    |                      |                      |
| 2016-2017  | Blues de Saint-Louis              | LNH        | 69  | 8                | 7                | 15               | 27               | 10               | 0 | 2                    | 2                    | 2                    |                      |                      |
| 2017-2018  | Blues de Saint-Louis              | LNH        | 81  | 10               | 23               | 33               | 33               | -                | - | -                    | -                    | -                    |                      |                      |
| 2018-2019  | Oilers d'Edmonton                 | LNH        | 70  | 6                | 3                | 9                | 33               | -                | - | -                    | -                    | -                    |                      |                      |
| Totaux LNH | Totaux LNH                        | Totaux LNH | 917 | 129              | 167              | 296              | 462              | 57               | 5 | 7                    | 12                   | 16                   |                      |                      |

## Honneurs et trophées
- Ligue de hockey de l'Ouest
  - Nommé dans la première équipe d'étoiles de l'association de l'Est en 2004.
- Ligue canadienne de hockey
  - Nommé dans la deuxième équipe d'étoiles en 2004.

## Transactions en carrière
- 2003 : repêché par les Oilers d'Edmonton (7e choix de l'équipe, 214e au total).
- 27 juin 2009 : échangé par les Oilers avec leur choix de sixième ronde au repêchage de 2009 (le Wild sélectionnent avec ce choix Darcy Kuemper) aux Wild du Minnesota en retour du choix de quatrième ronde des Stars de Dallas (choix acquis précédemment, les Oilers réclame avec ce choix Kyle Bigos) et de leur choix de cinquième ronde (Edmonton sélectionne avec ce choix Olivier Roy), tous deux au repêchage de 2009.